# Garcelles-Secqueville
Garcelles-Secqueville è un ex comune francese di 773 abitanti situato nel dipartimento del Calvados nella regione della Normandia. Dal 1º gennaio 2019 è stato accorpato al comune di Saint-Aignan-de-Cramesnil per formare il comune di Le Castelet, del quale costituisce comune delegato.  

## Società

### Evoluzione demografica
Abitanti censiti